# Tornasole (album)
Tornasole è il secondo album in studio del cantautore italiano Anansi, pubblicato il 16 febbraio 2011 dalla Warner Music Italy e dalla Atlantic Records.

## Descrizione
L'album contiene sei tracce in italiano e cinque in inglese, in stile pop, rock, hip hop e reggae e sono presenti collaborazioni in tre brani: The Bastard Sons of Dioniso in Carpe diem, Bunna degli Africa Unite in Can't Stop My Music e Frankie hi-nrg mc in La realtà. È inoltre presente come bonus track il brano Sunshine of My Day, versione inglese de Il sole dentro.

## Promozione
Il disco è stato pubblicato contemporaneamente alla partecipazione di Anansi al Festival di Sanremo 2011 nella categoria giovani con il brano Il sole dentro, primo singolo estratto dall'album.
Il secondo singolo estratto da Tornasole è Parla con me (Love Is Clear), versione italiana del brano Love Is Clear dell'album. Il terzo singolo è invece La realtà, realizzato in duetto con Frankie hi-nrg mc e pubblicato il 21 ottobre 2011.
Il disco è stato supportato da un tour promozionale in Italia, il Tornasole Tour, partito da Rovereto il 6 marzo 2011.

## Tracce
Testi e musiche di Stefano Bannò, eccetto dove indicato; edizioni musicali Warner/Atlantic.
1. Il sole dentro – 2:58 (testo: Stefano Bannò, Pietro Fiabane – musica: Stefano Bannò)
2. Love Is Clear – 3:49 (testo: Stefano Bannò – musica: Stefano Bannò, Ulisse Minati)
3. La realtà (feat. Frankie hi-nrg) – 4:22 (testo: Stefano Bannò, Francesco Di Gesù, C. Galbignani – musica: Stefano Bannò)
4. Musa – 3:17
5. Another Night – 3:01
6. Storia e memoria – 4:00 (testo: Stefano Bannò, Pietro Fiabane, A. Fiabane – musica: Stefano Bannò)
7. Backstage – 3:55
8. Can't Stop My Music (feat. Bunna) – 4:08 (testo: Stefano Bannò, Vitale Bonino – musica: Stefano Bannò)
9. Carpe diem (feat. The Bastard Sons of Dioniso) – 3:55 (testo: Stefano Bannò – musica: Stefano Bannò, Michele Vicentini, Jacopo Broseghini, Federico Sassudelli)
10. King of Kings – 3:38
11. Sunshine of My Day – 2:55 – versione inglese di Il sole dentro